# 松平信庸 (上山藩主)
松平 信庸（まつだいら のぶつね）は、江戸時代後期の大名。出羽国上山藩9代藩主。藤井松平家嫡流15代。官位は従五位下・山城守。

## 略歴
松平信宝の長男として誕生した。幼名は菊太郎。母は側室の茂木キク。
文久元年12月16日（1862年）、従五位下・安房守に叙任する。後に山城守に改める。文久2年（1862年）4月6日、父・信宝の隠居により、家督を相続する。藩政としては、領内に灌漑用の堤（忠川堤）を築造した。慶応3年（1867年）9月、江戸市中取締を命じられる。同年12月、庄内藩と共に薩摩藩の江戸藩邸を攻撃する（江戸薩摩藩邸の焼討事件）。この際、家老の金子清邦が死亡した。慶応4年（1868年）6月、戊辰戦争に際し奥羽越列藩同盟に参加した。
明治元年（1868年）9月、明治政府に降伏し、同年10月、江戸の菩提寺・松光寺に入り謹慎した。同年12月7日、3000石を没収の上で隠居を命じられた。家督は異母弟の信安が相続した。明治3年（1870年）7月、知藩事信安の後見補佐を命じられた。大正7年（1918年）3月5日、75歳で死去した。

## 系譜
父母
- 松平信宝（父）
- 茂木キク（母） - 側室

正室
- 直子 - 小笠原長国の娘

子女
- 松平信恭（長男）
- 松平信鑑（次男）
- 松平鉱（三男）
- 勝子 - 山内豊尹継夫人
- 仲子 - 市橋長寿夫人

養子
- 松平信安 - 信宝の五男